# A Saucerful of Secrets
A Saucerful of Secrets (en català, "Un platet ple de secrets") és el segon àlbum del grup de rock britànic Pink Floyd. Fou enregistrat entre 1967 i 1968 als estudis Abbey Road i va aparèixer el 29 de juny de 1968.
És el darrer àlbum del grup on va participar Syd Barrett, per bé que la seva participació fou ja molt limitada. Al final de 1967, Syd estava completament pres per les drogues que l'absorbien totalment, sobretot l'LSD. Barrett no va tocar més en el grup i la seva absència va posar en dubte la cohesió del grup. Els altres músics van buscar un altre guitarrista per, en un primer moment, ajudar Barrett, però després per substituir-lo. El primer nom que va circular fou Jeff Beck, però fou David Gilmour qui fou el nou membre del grup, gràcies al fet de ser un amic d'infantesa de Barrett i alhora també estudiava a Cambridge com la resta de membres.
A Saucerful of Secrets és un àlbum de transició en l'obra del grup, ja que la influència creativa de Barrett s'apaga abans de desaparèixer completament en benefici de la de Roger Waters. Fou aquest qui va escriure la majoria de lletres i es va descobrir així la nova sonoritat del grup durant deu anys, més planera i apareixen els dimonis de Waters amb un odi al militarisme, com es pot veure al tema «Corporal Clegg».
La coberta de l'àlbum és la primera col·laboració entre el grup i Storm Thorgerson i la seva agència de grafisme Hipgnosis.

## Context
Entre mitjan i finals de 1967, el comportament imprevisible i erràtic de Syd Barret es va fer més visible, i en una actuació del grup a la seva primera gira als Estats Units, va desafinar la seva guitarra a poc a poc mentre era a l'escenari. El públic, acostumat a les actuacions psicodèliques de la banda, i desconeixedor de la creixent preocupació de la resta del grup, va reaccionar-hi de forma positiva. En una entrevista amb Pat Boone durant aquesta gira, la resposta de Barrett a les preguntes de Boone era «una mirada absorta i totalment muda», i no va obrir la boca durant l'actuació al programa. Barrett va comportar-se de forma similar en la primera aparició del grup al programa de Dick Clark American Bandstand. Barrett va fer un bon lip sync per «Apples and Oranges», però va respondre a les preguntes de Clark amb nul interès i entusiasme.

## Gravació
El que seria el següent àlbum de Pink Floyd va gravar-se a cavall dels estudis De Lane Lea, a Holborn (Londres), i Abbey Road Studios de Londres ciutat.

### Amb Syd Barrett
La grup va iniciar les gravacions a Abbey Road de Londres. Les primeres cançons gravades per l'àlbum van ser «Set the Controls for the Heart of the Sun», de Roger Waters, i una pista de Barrett que no es va llançar, «Scream Thy Last Scream», ambdues gravades el 7 i 8 d'agost de 1967. Es van arranjar les dues cançons per ser llançades com un senzill el 8 de setembre, abans de ser vetat per la discogràfica del grup, EMI. La banda va gravar «Vegetable Man» als De Lane Lea Studios del 9 a l'11 d'octubre, i hi van tornar més endavant, el 19 d'octubre, per gravar «Jugband Blues», amb una banda de l'Exèrcit de Salvació contractada pel productor Norman Smith, a petició de Barrett. Durant aquestes sessions, Barrett va cantar superposar una melodia amb slide, gravada durant les sessions de The Piper at the Gates of Dawn, a «Remember a Day». El grup va aturar les sessions de l'àlbum per gravar el que esdevindria el seu tercer senzill, «Apples and Oranges», el 26 i el 27 d'octubre. Uns dies després, el grup va gravar-ne la cara B, «Paint Box», abans de marxar de gira als Estats Units.
El novembre es va publicar «Apples and Oranges» com a senzill, però no va arribar a entrar a les llistes. El grup va acabar tornant a De Lane Lea i va gravar «Vegetable Man». Cap al Nadal, el grup va demanar a David Gilmour, amic d'escola de Barrett, que s'hi unís com a segon guitarrista per substituir Barrett quan el seu comportament es tornés imprevisible i no el permetés actuar. Com que fins llavors Barrett havia escrit o coescrit la majoria de les cançons a l'àlbum de debut del grup, The Piper at the Gates of Dawn, així com els tres senzills que havien llançat, la intenció inicial era que romangués al grup sense actuar a les gires, si bé implicava que essencialment Barrett i la banda estaven separats. El 10 i l'11 de gener de 1968, Pink Floyd es va reunir als EMI Studios per intentar treballar en cançons antigues: es van afegir la veu de Waters i l'orgue de Wright a «Set the Controls for the Heart of the Sun», mentre que Mason va afegir la veu a «Scream Thy Last Scream». Després de la seva sortida de Pink Floyd, Barrett va dir a Melody Maker: «Suposo que era qüestió d'haver fet les coses de forma una mica improvisada.»

### Amb David Gilmour
Després que Gilmour s'unís al grup, Pink Floyd va actuar amb cinc membres entre el 12 i el 20 de gener. En diversos concerts, Gilmour va tocar i cantar mentre Barrett passejava per l'escenari, i de vegades s'afegia a tocar la cançó. Durant aquesta gira amb cinc membres, el grup va assajar diverses cançons escrites per Waters el 15 i el 16 de gener. A la següent sessió, el 18 de gener, el grup i Smith van improvisar ritmes; Barrett no va assistir a aquesta sessió. El 24 i el 25 de gener el grup va gravar «The Most Boring Song I've Ever Heard Bar 2» a Abbey Road, cançó que acabaria esdevenint «See-Saw». La banda va gravar «Let There Be More Light», «Corporal Clegg» (que inclou una part cantada per Nick Mason) i «See-Saw» sense Barrett, malgrat l'afirmació del mànager Andrew King que Barrett havia tocat el solo de slide al final de «Let There Be More Light». La resta de membres de Pink Floyd van cansar-se de les maneres de Barrett, i el 26 de gener de 1968, quan Waters conduïa cap a un concert a la Universitat de Southampton, recollint els membres durant el camí, una persona va dir «Recollim en Syd?» i un altre va respondre «No ens hi molestem.» Finalment, van fer fora del grup a Barrett a finals del gener de 1968, deixant la nova formació de Pink Floyd per acabar l'àlbum; «Set the Controls for the Heart of the Sun» és l'única cançó on apareixen els cinc membres del grup.
El nou Pink Floyd va tenir problemes per compondre material per a l'àlbum, però el febrer de 1968 va gravar «It Would Be So Nice», de Wright, i «Julia Dream», de Waters. A principis de febrer es va anunciar que «Corporal Clegg» seria el proper senzill de la banda; tanmateix, a causa de pressions de la discogràfica, es va moure la cançó a l'àlbum, i «It Would Be So Nice» es va publicar l'abril com a senzill, amb «Julia Dream» com a cara B. Durant l'abril, el grup va fer inventari de cançons que havien gravat. Waters va bloquejar la incorporació a l'àlbum de dues pistes, «Vegetable Man» i «Scream Thy Last Scream», tot i que va mantenir «Jugband Blues» i «Set the Controls for the Heart of the Sun», on Barrett hi havia tocat. Sense prou material per omplir els dotze darrers minuts de l'àlbum, Pink Floyd va unir diverses peces que acabarien formant la pista que dona títol a l'àlbum, «A Saucerful of Secrets».{{efn|Va ser la primera cançó escrita professionalment per Gilmour. El seu nom apareix incorrectament fins a la correcció a la versió remasteritzada de 1994. Mason i Waters van planificar el tema com si fos un disseny arquitectònic, incloent-hi alts i baixos. A Smith no li va agradar la cançó, dient que «simplement no podeu fer això, és massa llarga. Heu d'escriure cançons de tres minuts.» El 25 de juny, el grup va gravar una altra sessió pel programa Top Gear de BBC Radio, amb dues cançons de Saucerful: «Let There Be More Light» i una versió escurçada de «A Saucerful of Secrets», amb el títol canviat per «The Massed Gadgets of Hercules».

## Cançons
Com The Piper at the Gates of Dawn, que s'havia publicat l'any anterior, l'àlbum conté cançons de rock espacial i rock psicodèlic. Tanmateix, a diferència de Piper, on hi predominaven cançons escrites per Barrett, A Saucerful of Secrets només conté un tema seu: «Jugband Blues». AllMusic va escriure que amb aquest àlbum «el grup va començar a fer un esborrany dels pulsos foscos i repetitius que caracteritzerien els seus propers àlbums.» Wright és el cantant principal, o comparteix aquest paper, en quatre cançons de les set incloses al disc, i contribueix amb la seva veu a l'obra instrumental d'onze minuts i mig «A Saucerful of Secrets». Així, és l'únic àlbum de Pink Floyd on les contribucions de veu de Wright superen les de la resta del gup.
Amb Barrett separat del grup, Waters i Wright van haver de compondre material adequat. La cançó que obre el disc, «Let There Be More Light», escrita per Waters, continua amb la visió de rock espacial establerta per Barrett. Aquest tema va evolucionar a partir d'un riff de baix que apareix a «Interstellar Overdrive». Tant «Remember a Day» com «See-Saw» tracten el tema de la infantesa, que també apareixia a l'àlbum de debut. Wright va ser crític amb les seves primeres contribucions a la banda. «Set the Controls for the Heart of the Sun» fou interpretada per primer cop amb Barrett l'any 1967. L'èxit de la pista fou tal que la van interpretar a les actuacions fins al 1973. Waters va recuperar-la pels seus concerts en solitari a partir del 1984. Waters va treure la lletra d'un llibre de poesia xinesa de la dinastia Tang, tal com Barrett havia fet per «Chapter 24».
«Corporal Clegg» és la primera cançó de Pink Floyd que tracta la guerra, un tema recurrent durant la trajectòria de Waters com a lletrista pel grup, que va culminar amb l'àlbum de 1983 The Final Cut.
La cançó que porta el títol de l'àlbum fou escrita originalment com una nova versió de «Nick's Boogie». El tema està dividit en quatre parts a Ummagumma. Peça habitual a les actuacions del grup fins l'estiu de 1972, el 27 d'abril de 1969 se'n va gravar una versió en directe al Mothers Club de Birmingham inclosa a Ummagumma.
Es considera que «Jugband Blues», que tanca l'àlbum, es refereix a la marxa de Barrett del grup («It's awfully considerate of you to think of me here / And I'm most obliged to you for making it clear that I'm not here»). Es va gravar un vídeo promocional per la cançó. Els mànagers de Pink Floyd volien publicar la cançó com a senzill, però fou vetat tant per la banda com pel productor Norman Smith.

### Cançons no publicades
A part de «Jugband Blues», l'àlbum havia d'incloure «Vegetable Man», una altra composició de Barrett. Estava previst que la cançó aparegués en un senzill com a cara B de «Scream Thy Last Scream». El grup va tocar «Jugband Blues», «Vegetable Man» i «Scream Thy Last Scream» per una sessió de Top Gear, gravada el 20 desembre i emesa el dia 31 del mateix mes. A les primeres sessions de l'àlbum també s'hi van gravar dues altres cançons de Barrett, «In the Beechwoods», i «No Title» (sovint anomenada «Sunshine» en bootlegs). Alemnys una altra cançó, «John Latham», es va gravar durant aquestes sessions, i ha estat publicada posteriorment.

## Llançament i acollida

### Embalatge
La portada de l'àlbum, dissenyada per Storm Thorgerson d'Hipgnosis, conté una imatge basada en una vinyeta d'un còmic de Dr. Strange. La imatge emprada provenia de Marvels Strange Tales #158, que estava il·lustrat per Marie Severin. Es tracta de la primera de diverses portades d'àlbums de Pink Floyd dissenyades per Hipgnosis, i marcà el segon cop que a un grup d'EMI (The Beatles foren els primers) li fou permès contractar dissenyadors externs per una coberta.

### Recepció
L'àlbum fou publicat al Regne Unit el dilluns 1 de juliol de 1968 per la discogràfica Columbia, filial d'EMI, i va ocupar el novè lloc a les llistes del país. Als Estats Units, fou publicat per la divisió Tower Records de Capitol, i fou l'únic àlbum de Pink Floyd que no va entrar a les llistes fins al 2019, on va arribar al 158è lloc. Tanmateix, quan fou reeditat com A Nice Pair juntament amb la versió original de The Piper at the Gates of Dawn, l'àlbum va arribar al 36è lloc a la Billboard 200. Als Estats Units, «Let There Be More Light» fou llançat com a senzill el 19 d'agost de 1969, amb «Remember a Day» a la cara B.
La mescla estèreo de l'àlbum es va publicar per primer cop en disc compacte l'any 1988, i el 1992 fou remasteritzat i reeditat digitalment com a part de la caixa recopilatòria Shine On. Mai no s'ha llançat oficialment la versió en mono de l'àlbum en CD. Capitol/EMI va remasteritzar i reeditar la mescla en estèreo el 2011 com a part de la sèrie Why Pink Floyd: Discovery, i un altre cop el 2016 per Sony Music sota la discogràfica Pink Floyd Records.
Després del llançament l'àlbum, la ressenya de la revista Rolling Stone no era favorable, escrivint que «no és tan interessant com el seu primer» i que era «més aviat mediocre», subratllant la marxa de Syd Barrett com a part negativa. En una anàlisi retrospectiva per part d'AllMusic, Richie Unterberger destaca l'«atmosfera suau, de conte de fades», amb cançons «concises i vívides» i «material espacial i eteri amb llargs trossos instrumentals». En una ressenya per BBC Music, Daryl Easlea va dir que Saucerful contenia força farciment, afegint que «Jugband Blues» era la cançó «més escruixidora» de l'àlbum.
Mentre promocionava The Endless River, Nick Mason va dir que A Saucerful of Secrets era el seu àlbum d'estudi preferit de Pink Floyd, afegint que creia que contenia idees «que hem continuat fent servir al llarg de tota la nostra carrera». D'altra banda, Gilmour va considerar que el tema que dona nom a l'àlbum els «va marcar el camí a seguir».

### Reedicions
El segon disc de Pink Floyd ha estat reeditat en diverses ocasions, i en diversos formats:
- 26/01/1987: CD (EMI CDP 7463832 (EMI) / EAN 0077774638326)
- 16/11/1992: CD (EMI 0777 7 80564 2 3)
- 01/02/2008: CD (EMI 5110822 (EMI) / EAN 5099951108229)
- 23/09/2011: Remastered Digipack - CD (EMI 0289362 (EMI) / EAN 5099902893624)
- 03/06/2016: LP (Parlophone 2564649318 (Warner) / EAN 0825646493180)
- 13/04/2019: Mono - LP (Parlophone 190295506889 (Warner) / EAN 0190295506889)

L'any 2019, com a part de Record Store Day, van editar de forma exclusiva 6.500 unitats de Saucerful Of Secrets en format LP-Mono. Aquest lliurament limitat es va editar en vinil de 12", un vinil negre de 180 grams, amb una funda interior poli-folrada de color negre i una reproducció fidel de la portada original, inclòs el logotip de «Columbia», sota el segell (via EMI) amb el que inicialment Pink Floyd va editar el disc al Regne Unit.

## Nick Mason's Saucerful of Secrets
Nick Mason, el bateria del grup, l'any 2018 va fundar una nova banda britànica de rock psicodèlic anomenada Nick Mason's Saucerful of Secrets amb la idea de tocar la música dels primers anys de Pink Floyd. La banda també inclou Lee Harris, a la guitarra, Gary Kemp de Spandau Ballet a la guitarra i la veu, i el col·laborador de Pink Floyd en moltes èpoques, Guy Pratt, al baix i les veus.
Mason va dir que el grup no era una banda tribut, però que volia «capturar l'esperit» d'aquella era; va subratllar que Kemp no era el reemplaçament del primer cantant de Pink Floyd Syd Barrett, que va deixar la banda el 1968.
El 20 de maig de 2018 van iniciar els concerts previs de la gira The Echoes, que van tenir lloc concretament a Londres els dies 20 (a Dingwalls), 21, 23 i 24 a The Half Moon. Com a part de la gira europea, Mason tenia previst passar per Barcelona el dia 1 de juliol de 2020, com a únic concert als Països Catalan; no obstant, degut a la situació generada pel Covid-19, al mes de març de 2020 van anunciar-ne l'aplaçament.

## Llista de cançons

### LP original
- LP EMI Columbia SCX 6258
- Data de llançament: 28 de juny de 1968

| 1.            | «Let There Be More Light»                   | Roger Waters   | Wright, Waters i Gilmour | 5:38  |
| 2.            | «Remember a Day»                            | Richard Wright | Wright                   | 4:33  |
| 3.            | «Set the Controls for the Heart of the Sun» | Waters         | Waters                   | 5:28  |
| 4.            | «Corporal Clegg»                            | Waters         | Gilmour, Wright i Mason  | 4:13  |
| Durada total: | Durada total:                               | Durada total:  | Durada total:            | 19:52 |

| 1.            | «A Saucerful of Secrets - I. «Something Else» (3:57) - II. «Syncopated Pandemonium» (3:07) - III. «Storm Signal» (1:34) - IV. «Celestial Voices» (3:19)» | Waters Wright Nick Mason David Gilmour | instrumental, veus sense paraules de Wright i Gilmour | 11:57 |
| 2.            | «See-Saw» | Wright                                 | Wright                                                | 4:36  |
| 3.            | «Jugband Blues» | Syd Barrett                            | Barrett                                               | 3:00  |
| Durada total: | Durada total: | Durada total:                          | Durada total:                                         | 19:33 |

### Edició Shine On
Edició reeditada digitalment com a part de la caixa recopilatòria Shine On
- CD EMI 0777 7 80564 2 3
- Data de llançament: 16 de novembre de 1992

| 1.            | «Let There Be More Light»                   | Roger Waters   | Wright, Waters i Gilmour | 5:38  |
| 2.            | «Remember a Day»                            | Richard Wright | Wright                   | 4:33  |
| 3.            | «Set the Controls for the Heart of the Sun» | Waters         | Waters                   | 5:27  |
| 4.            | «Corporal Clegg»                            | Waters         | Gilmour, Wright i Mason  | 4:12  |
| Durada total: | Durada total:                               | Durada total:  | Durada total:            | 19:52 |

| 1.            | «A Saucerful of Secrets» | Waters Wright Nick Mason David Gilmour | instrumental, veus sense paraules de Wright i Gilmour | 11:59 |
| 2.            | «See-Saw»                | Wright                                 | Wright                                                | 4:36  |
| 3.            | «Jugband Blues»          | Syd Barrett                            | Barrett                                               | 3:00  |
| Durada total: | Durada total:            | Durada total:                          | Durada total:                                         | 19:31 |

## Crèdits
Pink Floyd
- Roger Waters - baix (totes les cançons), percussió (3, 5), veu[43]
- Richard Wright – Orgue Farfisa (totes les cançons), piano (1, 2, 5, 6), orgue Hammond (1, 4, 5), Mellotron (5, 6), vibràfon (3, 5), celesta (4), xilòfon (6), tin whistle (7), veu
- David Gilmour – guitarra (1, 3-6), mirlitó (4), veu[43]
- Nick Mason - bateria (1, 3-7), percussió (1, 5, 6, 7), veu (4),[29] mirlitó (7)[82]
- Syd Barrett - veu (7), slide (2), guitarra acústica (2, 7), guitarra elèctrica (3, 7)

Músics addicionals
- Norman Smith – productor,[83] bateria (2), cors (2, 6),[18] veu (4)
- L'orquestra Stanley Myers (4)
- 7 membres de l'exèrcit: Salvation Army Band of North London (The International Staff Band) (7)[15]
  - Ray Bowes – trompeta
  - Terry Camsey – trompeta
  - Mac Carter – trombó
  - Les Condon – tuba
  - Maurice Cooper – eufoni
  - Ian Hankey – trombó
  - George Whittingham – tuba

Producció
- Producció artística: Norman Smith
- Art de coberta: Hipgnosis

Edició en disc compacte
- Remasterització supervisada per James Guthrie
- Remasteritzat digitalment per Doug Sax a The Mastering Lab, Los Angeles
- Disseny interior i fotografia addicional: Storm Thorgerson i Peter Curzon

## Llistes i certificacions

### Posició a les llistes
| Any  | País         | Llista                               | Posició | Setmanes |
| ---- | ------------ | ------------------------------------ | ------- | -------- |
| 1968 | Alemanya     | Offizielle Top 100                   | 57      | 1        |
| 1968 | França       | SNEP                                 | 166     | 2        |
| 1968 | Regne Unit   | The Official UK Charts Company (OCC) | 9       | 11       |
| 2006 | Itàlia       | FIMI                                 | 24      | 6        |
| 2019 | Estats Units | Billboard 200                        | 156     |          |

### Top 50 d'àlbums del Regne Unit
L'àlbum va romandre 11 setmanes dins del «Top 50» d'àlbums al Regne Unit, assolint la 9è posició com a punt màxim.
| Llista d'èxits: 13-6-1968 al 27-9-1968 | Llista d'èxits: 13-6-1968 al 27-9-1968 | Llista d'èxits: 13-6-1968 al 27-9-1968 | Llista d'èxits: 13-6-1968 al 27-9-1968 | Llista d'èxits: 13-6-1968 al 27-9-1968 | Llista d'èxits: 13-6-1968 al 27-9-1968 | Llista d'èxits: 13-6-1968 al 27-9-1968 | Llista d'èxits: 13-6-1968 al 27-9-1968 | Llista d'èxits: 13-6-1968 al 27-9-1968 | Llista d'èxits: 13-6-1968 al 27-9-1968 | Llista d'èxits: 13-6-1968 al 27-9-1968 | Llista d'èxits: 13-6-1968 al 27-9-1968 | Llista d'èxits: 13-6-1968 al 27-9-1968 |
| Setmana:                               | 1                                      | 2                                      | 3                                      | 4                                      | 5                                      | 6                                      | 7                                      | 8                                      | 9                                      | 10                                     | 11                                     |                                        |
| -------------------------------------- | -------------------------------------- | -------------------------------------- | -------------------------------------- | -------------------------------------- | -------------------------------------- | -------------------------------------- | -------------------------------------- | -------------------------------------- | -------------------------------------- | -------------------------------------- | -------------------------------------- | -------------------------------------- |
| Posició:                               | 23                                     | 20                                     | 14                                     | 14                                     | 12                                     | 9                                      | 19                                     | 27                                     | 15                                     | 30                                     | 40                                     | fora                                   |

La reedició de l'any 2019 va aconseguir la 46a posició el dia 25 d'abril de 2019, com a única entrada a la llista oficial d'àlbums.

### Certificacions
| País             | Certificació | Vendes  |
| ---------------- | ------------ | ------- |
| Regne Unit (BPI) | Or           | 100.000 |